# Regal

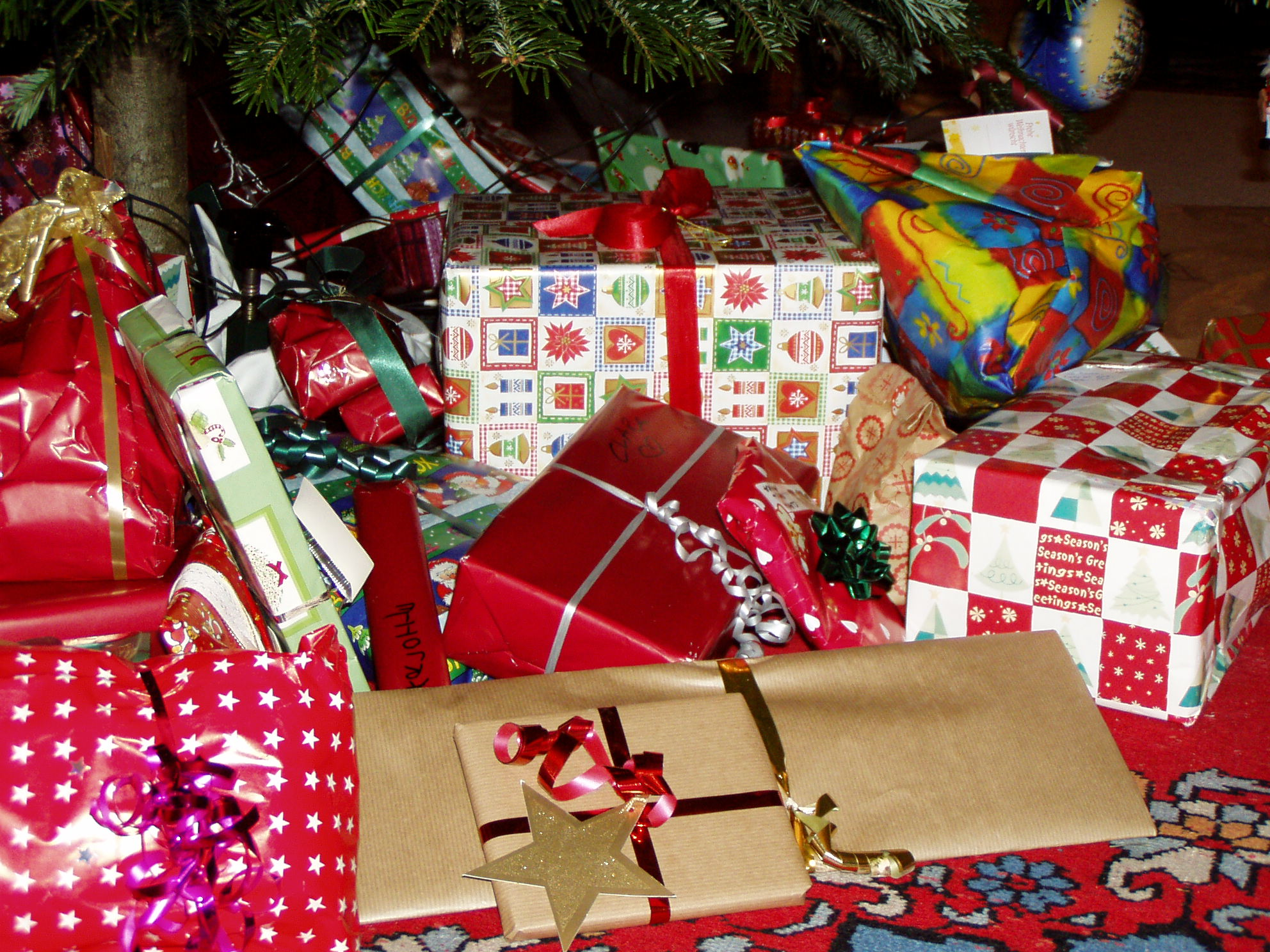
Presents de Nadal

Un present (o presentalla), un do (donació o donatiu), una ofrena o oferta (també s'empren regal i obsequi dos castellanismes) és la transferència de diners o objectes sense demanar res a canvi; en extensió es pot dir qualsevol cosa que torni l'altra persona més feliç o menys trista, especialment com un favor, incloent-hi el perdó i l'amabilitat, encara que l'altre no sigui amable.
Algunes situacions freqüents en què es produeix aquesta transferència són:
- Quan alguna persona té més que l'altre.
- Quan ha arribat quelcom dolent a altri.
- Expressió d'amor o d'amistat.
- Expressió de gratitud per un present anteriorment rebut (contradó).
- Costum, a vegades (normalment celebracions) com:
  - Un aniversari – Aquell qui fa anys és beneficiat amb pastís i presents.
  - El Dia del Pare – El pare rep presents.
  - El Dia de la Mare – La mare rep presents.
  - Nadal – La gent bescanvia presents (molts cops acostuma a ser el Tió el proveïdor d'aquests).
  - Un casament – La parella rep presents i proveeix de menjar.
  - Un funeral – Els visitants porten flors, els familiars del mort donen menjar i beure després de la cerimònia.
  - Un naixement – El nounat rep presents.
  - El fet d'aprovar un examen – L'estudiant rep presents.
- Proveir de menjar o begudes algun convitat a casa.
- Donar begudes d'un celler.